# Francis Fauquier

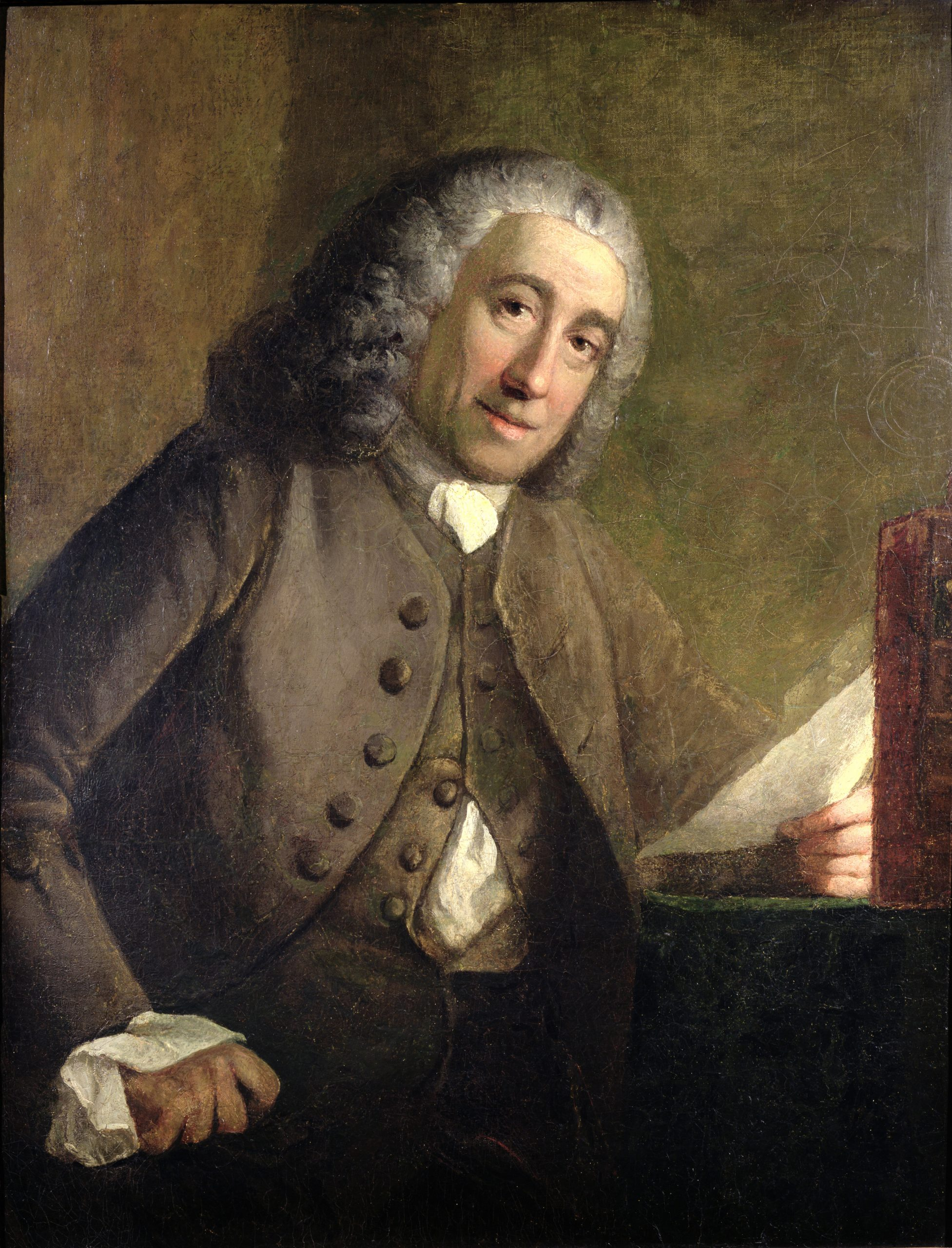
Francis Fauquier (Richard Wilson, 1757)

Francis Fauquier (getauft am 11. Juli 1703 in City of London; † 3. März 1768 in Williamsburg) war ein britisch-amerikanischer Politiker.

## Leben
Fauquier entstammte einer wohlhabenden Hugenottenfamilie. Sein Vater, der Bankkaufmann, Director der Bank of England und stellvertretender Leiter der Royal Mint Jean-François Fauquier (Anglisierung: John Francis Fauquier), hinterließ ihm nach seinem Tod 1726 25.000 £ in Form von Aktien – inflationsbereinigt heute ein Millionenbetrag. Seine Mutter war dessen Frau Elizabeth Chamberlayne Fauquier. Fauquier wurde in Latein, Literatur, Musik und den Naturwissenschaften unterrichtet.
1729 und 1730 verkaufte er seine Aktien und heiratete Catherine Dalston, mit der er zwei Söhne hatte. Mit Hilfe seiner Erbschaft und seinen vielen Bekanntschaften konnte er ein komfortables Leben führen und leitete von 1748 bis 1757 eine Südseekompanie mit einem Jahresgehalt von 150 £. Auch interessierte er sich fürs öffentliche Leben Großbritanniens. 1753 wurde er Mitglied der Royal Society und 1758 Mitglied der Royal Society of Arts. Außerdem engagierte er sich für das Foundling Hospital. Im Essay An Essay on Ways and Means for Raising Money for the Support of the Present War, without Increasing the Public Debts legt er dar, dass der Siebenjährige Krieg nicht durch erhöhte Steuern auf Gewerbebesitzer und die Unterschicht bezahlbar sei. Sein Vorschlag, stattdessen Land stärker zu besteuern, wurde zwar heiß diskutiert, vom Britischen Parlament jedoch abgelehnt.
Sein Essay und seine Freundschaft mit dem Leiter des Board of Trades George Montagu Dunk verhalfen ihn Anfang 1758 zum Posten des Lieutenant Governor der Colony of Virginia. Sein Vorgänger war Robert Dinwiddie. Da seine Vorgesetzten keinen echten Einfluss auf die Verwaltung übten, war er der eigentliche Gouverneur der Kolonie. Oftmals wurde er vom Board of Trade dafür zurechtgewiesen, deren Anordnungen nicht zu befolgen um eine gute Beziehungen zu den politischen Eliten der Kolonie zu bewahren. So ignorierte er die Anordnung, die Ämter des Speaker und Treasurer zu trennen, um dem einflussreichen Amtsinhaber John Robinson nicht vor den Kopf zu stoßen. Erst als sich nach dessen Tod 1766 herausgestellt hatte, dass Robinson umgerechnet mehrere Millionen Pfund veruntreut hatte, ließ er die Ämter trennen. Im Rahmen des Siebenjährigen Kriegs gelang es ihm 1761, einen Frieden mit den Cherokee auszuhandeln. Entgegen dem Board of Trades duldete er es, dass das House of Burgesses den Krieg durch Emission von Papiergeld finanzierte. Fauquier schloss auch mehrere Freundschaften mit virginischen Eliten, darunter auch späteren Patrioten wie George Wythe, William Small und Thomas Jefferson.
Im ersten Jahr Fauquiers Amtszeit führte eine schlechte Tabakernte dazu, dass das House of Burgesses die Two Penny Acts verabschiedete. Diese erlaubten es, Schulden, die in Virginia meist mit Tabak bezahlt wurden, stattdessen mit 2 Pence pro Pfund Tabak abzubezahlen. Da dies unter dem Marktpreis war bedeutete es eine Gehaltssenkung für meist in Tabak bezahlte Geistliche. Mehrere reichten erfolglos Klagen ein. Ihren Höhepunkt erreichte die Debatte in einem Gerichtsverfahren, in dem der spätere Patriot Patrick Henry den Staat erfolgreich verteidigte. Seine Rhetorik deutete die der späteren Amerikanischen Revolution an. Dieser stand Fauquier von Anfang an kritisch gegenüber und verteidigte sowohl die Königliche Proklamation von 1763 als auch den Stamp Act von 1765.
1767 führte eine Krankheit dazu, dass Fauquier sein Testament anfertigte. In diesem klagte er darüber, an der Sklaverei teilgenommen zu haben und schrieb vor, dass 12 seiner erwachsenen Sklaven sich neue Meister aussuchen dürften und keine Sklavenmutter von ihren Kindern getrennt werden dürfe. Außerdem stipulierte er eine ärztliche Autopsie, falls die Krankheit, die ihn getötet hatte, nicht bekannt sei. So wolle er seinen Mitmenschen von Nutzen sein. Er verstarb schließlich am 3. März des Folgejahres im Governor’s Palace. Auf Grund seiner guten Beziehung zu den Eliten der Kolonie und seinem Interesse an der Aufklärung war er schon zu seinen Lebzeiten sehr populär und gilt heute als einer der besten Lieutenant Governors von Virginia.
Das Fauquier County ist nach ihm benannt.